# Moritz Leitner
Moritz Leitner est un footballeur allemand d'origine autrichienne, né le 8 décembre 1992 à Munich. Il évolue au poste de milieu offensif au FC Zurich.

## Biographie
En juillet 2013, il est prêté à VfB Stuttgart deux ans.
Le 25 janvier 2017, il est prêté à Norwich City.

## Palmarès
- Borussia Dortmund
  - Champion d'Allemagne en 2012.
  - Finaliste de la Ligue des champions en 2013

 FC Zurich
- Champion de Suisse
  - Champion : 2022

## Statistiques
| Saison    | Club              | Pays         | Championnat | Coupes nationales | Coupes continentales |
| --------- | ----------------- | ------------ | ----------- | ----------------- | -------------------- |
| 2010-2011 | Munich 1860       | 2.Bundesliga | 16 matchs   | 2 matchs          | -                    |
| 2010-2011 | FC Augsburg       | 2.Bundesliga | 9 matchs    | -                 | -                    |
| 2011-2012 | Borussia Dortmund | Bundesliga   | 17 matchs   | 3 matchs          | 3 matchs (C1)        |
| 2012-2013 | Borussia Dortmund | Bundesliga   | 25 matchs   | 2 matchs          | 4 matchs (C1)        |

Dernière mise à jour le 20 mai 2013